# Coenonympha dierli
Coenonympha dierli är en fjärilsart som beskrevs av Ahmet Ömer Koçak 1977. Coenonympha dierli ingår i släktet Coenonympha och familjen praktfjärilar. Inga underarter finns listade i Catalogue of Life.